# 후포초등학교
후포초등학교는 대한민국 경상북도 울진군 후포면에 위치한 초등학교이다.

## 연혁
- 1939.09.12 학교 설립 인가
- 1940.05.10 5교실 신축 교사에 이전
- 1945.08.15 일본인학교(동공립국민학교) 접수
- 1948.09.10 서편 1개 교실 증축
- 1949.08.20 서편 1개 교실 증축
- 1950.06.01 15학급 편성
- 1951.02.25 12학급 편성(사변으로 인한 임시학급 편성임)
- 1952.04.01 16학급 편성
- 1953.04.01 13학급 편성
- 1954.04.01 19학급 편성
- 1955.04.01 22학급 편성
- 1955.10.30 서편 4개 교실 증축
- 1957.09.29 서편(별관) 2개 교실 증축
- 1958.04.01 24학급 편성
- 1959.02.04 서편 1개 교실 증축
- 1959.04.01 27학급 편성
- 1959.10.01 31학급 편성
- 1960.04.01 26학급 편성(후포동부국민학교 신설)
- 1961.04.01 23학급 편성
- 1962.10.30 본관 4개 교실 증축
- 1965.03.01 19학급 편성
- 1966.03.01 20학급 편성
- 1969.03.01 21학급 편성
- 1970.10.21 본관 동편 2층 8개 교실 개축 준공
- 1971.03.01 24학급 편성
- 1971.10.19 본관 2층 10개 교실 개축 준공
- 1972.03.01 24학급 편성
- 1974.03.01 26학급 편성
- 1977.03.01 26학급 편성
- 1979.03.01 28학급 편성
- 1979.11.05 이순신 장군 동상 건립(후포동민 기증)
- 1980.03.01 28학급 편성
- 1980.09.13 학교 후문 설치 및 담벽 30m 쌓았음
- 1981.03.01 29학급 편성
- 1982.03.01 30학급 편성
- 1983.03.01 31학급 편성(특수학급 1학급 편성)
- 1984.03.01 26학급 편성(특수학급 1학급 편성)
- 1984.11.13 신축 2층 6개 교실 증축
- 1985.03.01 26학급 편성(특수학급 1학급 편성)
- 1986.03.01 27학급 편성(특수학급 2학급 편성)
- 1987.03.01 26학급 편성(특수학급 1학급 편성)
- 1988.03.01 병설유치원 1학급 증설
- 1989.03.01 25학급 편성(특수학급 1학급 편성)
- 1989.09.15 교문 신축 운동장 남쪽(방옥곤씨 기증)
- 1990.03.01 26학급 편성(일반 24학급 특수 2학급)
- 1990.08.10 학교장 관사 1동 준공
- 1990.09.01 25학급 편성(일반 23학급 특수 2학급)
- 1990.10.20 창고 1동 준공
- 1990.11.25 운동장 투시원장 준공(80m)
- 1991.03.01 24학급 편성(일반 22학급 특수 2학급)
- 1991.03.20 조리실 준공(174m2)
- 1991.04.09 학교 급식 실시
- 1991.06.10 교실 뒷편 옹벽 축조(330m2)
- 1991.06.20 교실 바닥 및 마루바닥 '후로링'으로 개축(260m2)
- 1991.06.30 27교실 하이샤시 2중 창틀 완공
- 1991.07.01 15개 교실 천정 택 천정으로 개선 완료
- 1992.01.10 화재 경보기 시스템 개선 공사 완공
- 1992.03.01 23학급 편성(일반 21학급 특수 2학급)
- 1992.03.15 7.5개 교실 천정 택 천정으로 개선 완료
- 1992.04.30 운동장 화단 철책(백관) 공사 완공
- 1992.07.07 학교 뒷뜰 콘크리트 포장 완공
- 1992.07.16 등 파고라 1개소 설치(이장수 씨 기증)
- 1993.02.07 운동장 동편 지하수 개발
- 1993.03.01 21학급 편성(일반 20학급 특수 1학급)
- 1993.03.08 뒷뜰 급수대 시설 2개소 완공(1개소 수도꼭지 21)
- 1993.06.17 유치원 놀이터 이전
- 1993.09.08 급식소 창틀 대체공사 완공
- 1993.09.23 조립식 식당 준공
- 1993.10.21 식생활 개선 도 시범학교 공개
- 1996.06.20 종합 학습실
- 1996.10.25 어학실(40인분)
- 1996.11.13 학교 환경 조성을 통한 환경보전의 생활화 공개
- 1997.01.20 2층 8개 교실 복도 마루바닥 보수
- 1997.03.28 울타리 장미 식수(30본)
- 1997.05.13 교육 방송 유선 시설
- 1997.08.22 현대식 화단 조성, 수목 이식
- 1997.11.19 도지정 열린교육 시범 공개
- 1998.10.02 조리실 바닥 개수
- 1998.10.20 급식소 우천통로 공사 완공
- 1998.11.06 쓰레기 소각로 설치
- 1998.11.14 현관 바닥 타일 교체
- 1998.11.18 도지정 열린교육 시범 공개
- 1998.12.19 컴퓨터 프린트기 3대 구입
- 1999.02.19 제55회 졸업식 거행
- 1999.03.01 19학급 편성(일반 18학급, 특수 1학급)
- 1999.10.06 교육용 컴퓨터 14대 설치
- 1999.10.23 교장관사 개보수(화장실 개조 및 보일러 설치)
- 1999.12. 각 교실 형광등 교체
- 1999.12.13 도서실(열람대 1조, 독서대 6대, 서장 12)설비
- 2000.01.30 2, 3층 중창 개조(목문→샤시)
- 2000.02.10 식당 대형 온풍기 1대 설치
- 2000.03.01 21학급 편성(일반 20, 특수 1)
- 2000.04.21 유도장(10m×18m) 부지 정리 작업
- 2000.05.16 교내 앰프 방송 시설 설치
- 2000.06.16 ~ 21 유도장 옆 옹벽 설치
- 2000.06.22 ~ 23 도·농간 체험 학습 실시(칠곡초등)
- 2000.06.24 옥상 방수 작업
- 2000.07.12 식당 에어컨 대형 1대 설치
- 2000.07.26 1층 복도 중창 교체(목→샤시)
- 2000.08.25 냉장고, 선풍기 설치(교무실, 행정실)
- 2001.02.20 제57회 졸업(남 52명, 여 43명, 계 95명)
- 2001.03.01 20학급 편성(일반 19학급, 특수 1학급)
- 2001.03.08 연못 조성 완료
- 2001.04.14 후포바인더 제작
- 2001.05.02 교단선진화 사업
- 2001.08.30 과학실 개보수
- 2001.10.05 도서실 전산화 장비 구입
- 2001.10.09 3층 동편 교실 증축
- 2001.10.09 조리실 바닥 교체
- 2001.10.19 교수학습용 소프트웨어 구입
- 2001.10.25 기상대 개보수
- 2001.10.30 동물사육장 조성
- 2001.11.03 탐구학습장 설치
- 2001.12.10 관현악기 수리 및 구입
- 2001.12.17 강당 방송시설 설치
- 2002.02.14 CD 카세트 13대 구입
- 2002.02.20 제58회 졸업(남 56명, 여 42명, 계 98명)
- 2002.03.01 19학급 편성(일반 18학급, 특수 1학급)
- 2002.03.12 마이카 화분 구입
- 2002.03.14 체육창고용 컨테이너 구입
- 2002.03.25 버티컬 커텐 설치
- 2002.05.23 운동장 배수로 공사
- 2002.06.07 담장 스텐 교체 공사
- 2002.06.28 교훈비 건립
- 2002.07.18 운동장 벤치 설치
- 2002.08.07 운동장 도수로 공사
- 2002.08.23 운동장 정지 작업
- 2002.09.03 도서관 환경개선 사업
- 2002.09.12 화단보호용 펜스 설치
- 2002.10.02 복도 작품 게시판 설치
- 2002.10.25 멀티미디어실 구축
- 2003.02.06 교실, 복도 바닥 교체(8실)
- 2003.02.10 동편 담장 개축 공사
- 2003.02.20 제59회 졸업(남 52명, 여 40명, 계 92명)
- 2003.03.01 19학급 편성
- 2003.03.01 경상북도교육청 지정 에너지절약 정책 연구학교
- 2003.04.05 학교공원화사업
- 2003.05.14 급식소 보일러 교체공사
- 2003.06.25 아동용 책걸상 교체
- 2003.08.20 담장·옹벽 공사(담장 125m, 옹벽 56m)
- 2003.11.20 급식소 3단 가스취사기 설비
- 2003.11.25 야외학습장 조성(80m2, 36석)
- 2003.11.26 등대도서관 개관(2실, 장서보유량 7,044권)
- 2003.11.26 교표탑, 교가비 건립
- 2003.12.26 생태관찰장 조성(65m2)
- 2004.01.30 연못보강공사
- 2004.02.05 학습도움실 난방공사
- 2004.02.13 제60회 졸업(남 47명, 여 37명, 계 84명, 총 10,373명)
- 2004.02.14 2층·3층 교실, 복도 마루바닥 교체 공사(18실)
- 2004.03.20 학교공원화 사업
- 2004.04.30 사물함 구입
- 2004.06.25 학내전산망 정비
- 2004.09.07 강당 무대공사 및 악기 구입
- 2004.09.10 과학실 리모델링
- 2004.09.15 실내 환경게시판 제작
- 2004.10.28 교사 외벽 도색공사
- 2004.11.30 교재원 정비
- 2005.02.11 유치원 종일반 시설공사
- 2005.02.18 제61회 졸업 98명(총 10,471명)
- 2005.03.02 18학급 편성(일반 17학급, 특수 1학급)
- 2005.08.10 레이저 칼라 프린터 구입
- 2005.10.10 장애인 화장실 개보수
- 2005.11.01 교실·강당 등 냉난방 시설 완비
- 2005.11.10 학교 소방 시설 재정비
- 2005.12.15 도서 및 과학 교구 구입
- 2005.12.28 전기 배선 교체공사
- 2006.02.14 제62회 졸업(총 10,565명)
- 2006.04.17 교육용 프로젝션 구입
- 2006.04.20 수변전 설비공사
- 2006.06.09 학교신문 [파도] 500부 발간
- 2006.06.16 제34회 KBS전국육상대회 높이뛰기 1위(장효빈)
- 2006.06.21 체육시설 설치
- 2006.07.10 방송 영상케이블 교체공사
- 2006.09.24 조립식 천막 6조 지원
- 2006.10.19 지붕 보수공사
- 2006.11.10 제43회 경북학생체육대회 높이뛰기 1위(장효빈)
- 2006.11.30 접이식 강당 의자 및 탁자
- 2006.12.08 사택수리
- 2007.02.15 제63회 졸업(총 10,649명)
- 2007.07.04 교원업무용 컴퓨터 구입
- 2007.08.13 방송실 유지·보수 공사
- 2007.09.10 체육시설 설치
- 2007.11.23 구강보건실 설치
- 2008.02.21 제64회 졸업(총 10,735명)
- 2008.03.01 16학급 편성(일반 15학급, 특수 1학급)
- 2008.05.30 영어전용교실설치
- 2008.07.07 교실 영상장비(TV) 구입
- 2008.07.28 학생실습용컴퓨터구입
- 2008.08.29 특수학급 교실보수공사
- 2008.09.01 급식소 신축
- 2008.09.01 운동장배수로 및 화단앞 인터로킹
- 2008.10.21 영어전용교실 책상 구입
- 2008.12.22 등대도서관 도서 구입
- 2008.12.23 학교신문 [파도] 450부 발간
- 2009.02.16 제65회 졸업(총 10,810명)
- 2009.03.01 15학급 편성(일반 14학급, 특수 1학급)
- 2009.03.12 보건실 현대화 사업
- 2009.04.01 교원업무용 컴퓨터 5대 구입
- 2009.04.09 교원업무용 컴퓨터 18대 구입
- 2009.04.25 육상부 유니폼 구입
- 2009.05.13 영어체험실 리모델링
- 2009.08.20 1층 복도, 도서관, 교무실, 음악실 바닥 교체
- 2009.08.22 교무실 및 교장실 집기 구입
- 2009.08.28 LCD TV 2대 구입
- 2009.09.20 장애인용 엘리베이터 설치
- 2010.02.15 옥상 스테인레스 물탱크 설치
- 2010.02.17 제66회 졸업(68명, 총 10,878명)
- 2010.03.01 15학급 편성(일반 14학급, 특수 1학급)
- 2010.07.20 돌봄교실 리모델링
- 2010.08.30 본관 외벽 개선 공사
- 2010.10.07 다목적 강당 완공
- 2010.10.25 본관 내부 도색
- 2010.12.20 학생 안전 강화학교 구축
- 2011.02.15 제67회 졸업(83명, 10,961명)
- 2011.03.01 17학급 편성(일반 16학급, 특수 1학급)
- 2011. 들꽃장 조성
- 2011. 체육관 커튼 공사
- 2011. 교육복지실 리모델링 공사
- 2011. 화장실 현대화 공사
- 2011. 교무실 방송시스템(앰프) 교체
- 2012.02.16 제68회 졸업(78명, 11,039명)
- 2012.03.01 16학급 편성(일반 15학급, 특수 1학급)
- 2012.05. 유치원 달님반 실내 인테리어
- 2012.08.07 다양한 운동장 공사
- 2012.08. 복도 이중창 개체공사
- 2013.01. 특수학급 실내인테리어
- 2013.02. 본관-체육관 우천통로 공사
- 2013.02.14 제69회 졸업(57명, 11,096명)
- 2013.03.01 16학급 편성(일반 15학급, 특수 1학급)
- 2013.04.26 컴퓨터 구입
- 2013.09.02 도서 기증 운동
- 2013.10.13 본관 뒤편 나무 제거
- 2013.11.03명승지 사진 액자 교체 사업
- 2013.11.14 조경수 식수
- 2013.12.23 운동구, 가로등 설치
- 2014.02.06 4, 5, 6학년 인테리어 사업
- 2014.02.14 제32회 병설유치원 19명 졸업 ( 졸업생수 : 1,386명)
- 2014.02.14 제70회 64명 졸업 (졸업생수 : 11,160명)
- 2014.02.26 급식소 보일러 교체